# Jean-François Paillard
Jean-François Paillard era un director d'orquestra francés nascut el 12 d'abril de 1928 a Vitry-el-François i mort el 15 d'abril de 2013 a Sant-Auban. A més de la definició d'una estètica musical reconeguda per nombrosos músics i conservatoris nacionals, va redescobrir una part de la música francesa escrita abans d'Hector Berlioz. Fou d'altra part l'autor de més de 300 enregistraments, realitzats principalment per a la firma Erato, la qual cosa el va fer el director francès amb més enregistraments del segle XX.

## Biografia
Jean-François Paillard va rebre la seva formació musical al Conservatori de París i al Mozarteum de Salzbourg. Alumne d'Igor Markevitch per a la direcció d'orquestra i de Norbert Dufourcq per a la musicologia, és igualment llicenciat en matemàtiques per la Sorbonne.
Va fundar, l'any 1953, el Conjunt instrumental Jean-Marie Leclair (inspirat pel nom d'aquest compositor), que va esdevenir, l'any 1959, l'Orquestra de cambra Jean-François Paillard, composta per 12 cordes i un clavicèmbal. El seu primer disc Musique française au XVIIIe siècle editat al juny 1953 que va estar revolucionari al domini de la interpretació de la música barroca. Han seguit molts altres enregistraments que han participat en la redefinició d'una interpretació més purista de les pàgines europees dels XVII i XVIII.
A més de la seva activitat discogràfica colossal, ha efectuat durant 50 anys recorreguts sobre els cinc continents, i en particular a Europa, als Estats Units i al Japó. Els grans festivals es van disputar la seva participació : és així com va dirigir 5.600 concerts entre els quals 1.480 vegades Les Quatre Estacions de Vivaldi.
Va col·laborar amb els més grans instrumentistes francesos de la seva època, en concert o en disc. Cal citar sobretot el trompetista Maurice André, els flautistes Jean-Pierre Rampal i Maxence Larrieu, la arpista Lily Laskine, els oboistes Pierre Pierlot i Jacques Chambon, el clavicembalista Robert Veyron-Lacroix, l'organista Marie-Claire Alain, i el fagotasta Paul Hongne.
Jean-François Paillard també ha estat convidat a dirigir altres orquestres (English Chamber Orchestra, Los Angeles Chamber Orchestra, Ottawa Chamber Orchestra, la Simfonia de Tòquio...) amb les que va produir diversos enregistraments. També va editar les séries Archives de la musique instrumentale i va publicar La Musique française classique el 1960.

## La seva estètica
Jean-François Paillard no és un músic "romàntic" que es convertís al barroc. A més de la seva direcció d'orquestra, va cercar la majoria de biblioteques europees a la recerca de tractats sobre la interpretació de música composta abans de Mozart.
Així, des d'abans 1960, va reunir una gran part dels escrits encara existents. Pels seus enregistraments (aproximadament deu per any des de 1956), va fer conèixer al conjunt dels conservatoris europeus els resultats sonors i estilístics de les seves investigacions. Des de mitjans dels anys 1960, cap orquestra a Europa no tocava obres barroques a l'estil romàntic, contràriament al que es feia per tot arreu només deu anys abans.
A mitjans dels anys 70, va començar la revolució "barroca". Jean-François Paillard, no es va adherir a les noves estètques que van intentar fer-se valer a Europa durant aquella dècada. Fins i tot va negar categòricament la major de què va provocar l'èxit del moviment barroc (antics instruments, forquilles d'afinació barroques, notes inflables, veus infantils en música vocal...), cosa que li va valer l'enemistat de vegades severa per part d'alguns crítics francesos. Però li va permetre, durant dues dècades, mostrar un camí àmpliament acceptat entre "romàntic" i "barroc".
A principis del segle xxi, l'estètica de Jean-François Paillard va ser àmpliament considerada als conservatoris nacionals. Era una síntesi entre el fraseig romàntic i l'ona barroca. Aquesta estètica és fins i tot tutelada als conservatoris de determinats països, com els països asiàtics i els Estats Units.

## Discografia
Jean-François Paillard va fer més de 300 enregistraments, premiats amb un palmarés, fins avui encara sense igualar, amb 29 grans premis discogràfics i quatre discos d'or. Aquests enregistraments van permetre al públic descobrir durant la dècada de 1960 certes obres de música barroca com ara el Cànon de Pachelbel, la Música aquàtica de Handel, els concerts per a tres i quatre clavicèmbols de Bach i la majoria de les obres instrumentals dels compositors francesos del segle xvii. Jean-François Paillard gravà moltes estrenes mundials, inclòs el conjunt complet de dotze concerts de Jean-Marie Leclair.
Discs d'or:
- Vivaldi: Les Quatre Saisons - Erato 1976
- Pachelbel/Albinoni: Canon et adagio - Erato 1984
- Delalande: Symphonies pour les soupers du roi - Erato 1985
- Mozart: Concertos pour vents - BMG 1992